# Reiko Tosa
Reiko Tosa (土佐 礼子?, Tosa Reiko; Matsuyama, 11 giugno 1976) è una maratoneta giapponese.

## Palmarès
| Anno | Manifestazione  | Sede     | Evento   | Risultato | Prestazione | Note                                     |
| ---- | --------------- | -------- | -------- | --------- | ----------- | ---------------------------------------- |
| 2001 | Mondiali        | Edmonton | Maratona | Argento   | 2h26'06     |                                          |
| 2004 | Giochi olimpici | Atene    | Maratona | 5ª        | 2h28'44     |                                          |
| 2007 | Mondiali        | Osaka    | Maratona | Bronzo    | 2h30'55     | Miglior prestazione personale stagionale |
| 2008 | Giochi olimpici | Pechino  | Maratona | dnf       | dnf         |                                          |